# Tirúa
Tirúa ist eine Kommune im Süden Chiles. Sie liegt in der Provinz Arauco in der Región del Biobío. Sie hat 10.417 Einwohner und liegt ca. 170 Kilometer südlich von Concepción, der Hauptstadt der Region.

## Geschichte
Das Gebiet um Tirúa wurde ursprünglich von den Mapuche besiedelt. Im Zuge des Arauco-Krieges gab es in der Umgebung von Tirúa mehrere Auseinandersetzungen zwischen Mapuche und spanischen Kolonialisten. Schließlich blieb Tirúa auch nach dem Krieg in der Mitte des Gebietes der Mapuche. In der Folge lief die einzige Verbindungsstrecke nach Valdivia durch Tirúa. 1695 soll durch Tomás Marín González de Poveda die Stadt Nuestra Señora Montserrat de Tirúa gegründet worden sein, das Datum ist allerdings umstritten. Sicher kam es in der Folge jedoch zu weiterer Besiedlung des Gebietes, und im Zuge der Okkupation von Araukanien in den 1880er Jahren wurde das Gebiet auch vollends ins chilenische Staatsgebiet eingegliedert.
Durch das Erdbeben von Valdivia wurde die Stadt jedoch schwer zerstört. Am 13. September 1972 wurde schließlich die unabhängige Gemeinde Tirúa gegründet. 1996 wurde Adolfo Millabur zum Bürgermeister von Tirúa gewählt, er wurde somit der erste Bürgermeister der indigenen Mapuche in Chile. Auch vom Erdbeben 2010 wurde Tirúa schwer getroffen, die Gemeinde hob sich infolgedessen um 180 cm an.

## Demografie und Geografie
Laut der Volkszählung aus dem Jahr 2017 leben in Tirúa 10.417 Einwohner, davon sind 5195 männlich und 5222 weiblich. 35,2 % leben in urbanem Gebiet, der Rest in ländlichem Gebiet. Etwa drei Viertel der Einwohner von Tirúa fühlt sich auch heute noch den Mapuche angehörig. Neben dem Hauptort Tirúa gehören noch eine Vielzahl weiterer Dörfer zur Gemeinde, darunter Quidico, Tranaquepe oder Canihual. Die Kommune hat eine Fläche von 624,4 km² und grenzt im Norden an Cañete, im Nordosten an Contulmo, im Südosten an Lumaco in der Región de la Araucanía, im Süden an Carahue, ebenfalls in der Región de la Araucanía, sowie im Westen an den Pazifischen Ozean.
Vor der Küste von Tirúa befindet sich die Isla Mocha. Obwohl diese administrativ zur Gemeinde Lebu gehört, ist sie am besten von Tirúa aus zu erreichen. Auf der Insel befindet sich das Reserva Nacional Isla Mocha. Im Norden der Gemeinde befindet sich der Lago Lleulleu, bei Tirúa mündet der gleichnamige Fluss in den Pazifik.

## Wirtschaft und Politik
In Tirúa gibt es 73 angemeldete Unternehmen. Der aktuelle Bürgermeister von Tirúa ist der unabhängige José Linco Garrido. Auf nationaler Ebene liegt Tirúa im 21. Wahlkreis, unter anderem zusammen mit Los Ángeles, Arauco, Lota und Mulchén.

## Fotogalerie

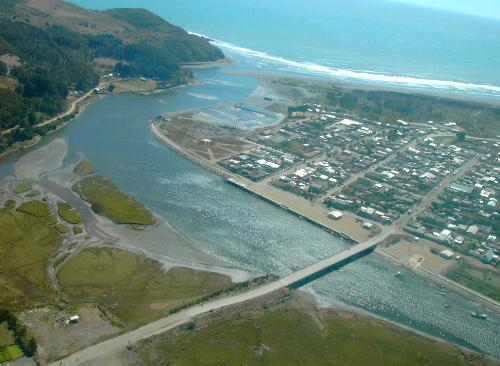
Blick auf Tirúa
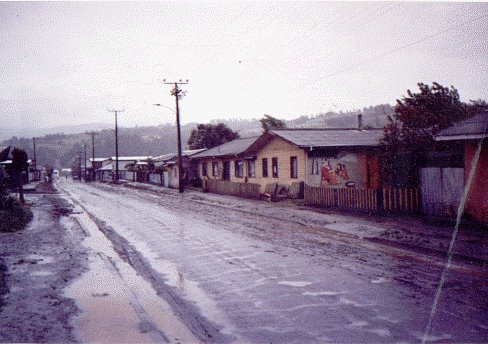
Straße in Tirúa
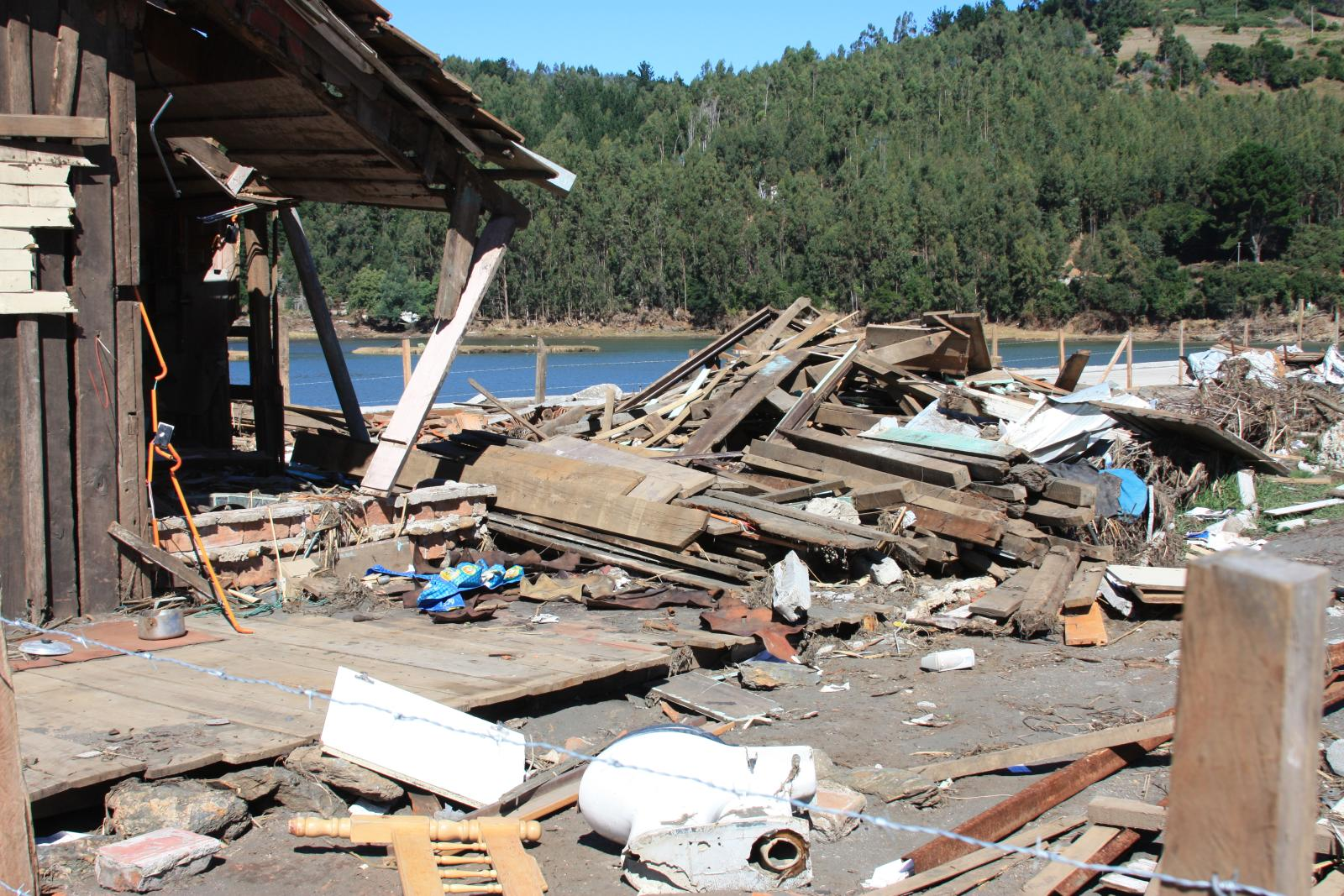
Zerstörung nach dem Erdbeben 2010
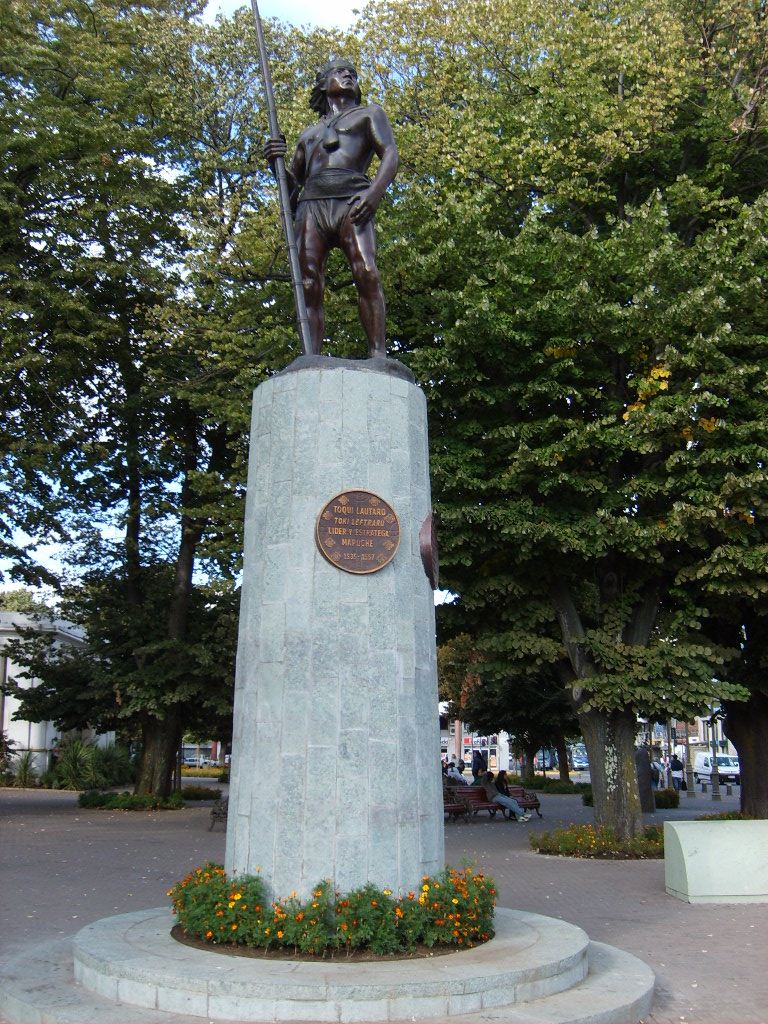
Statue von Lautaro
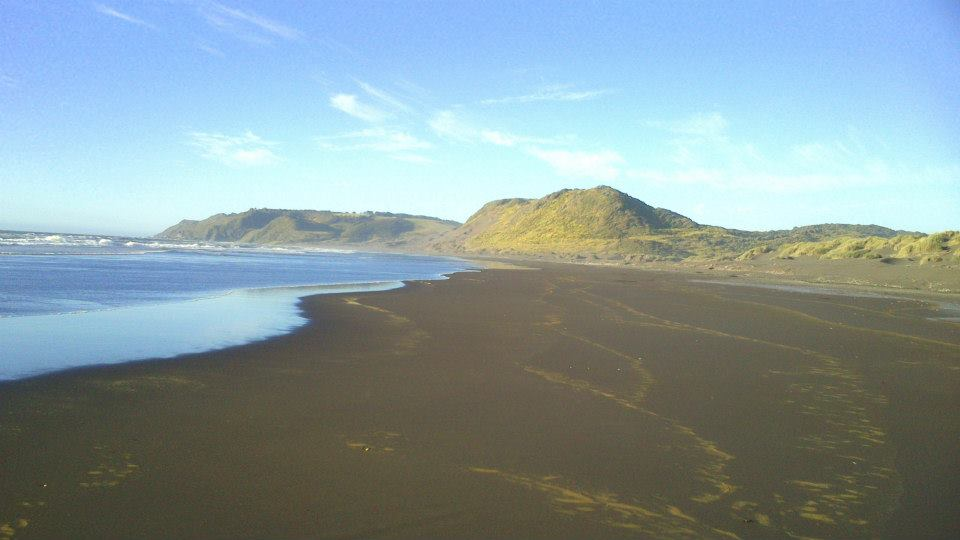
Strand von Tirúa
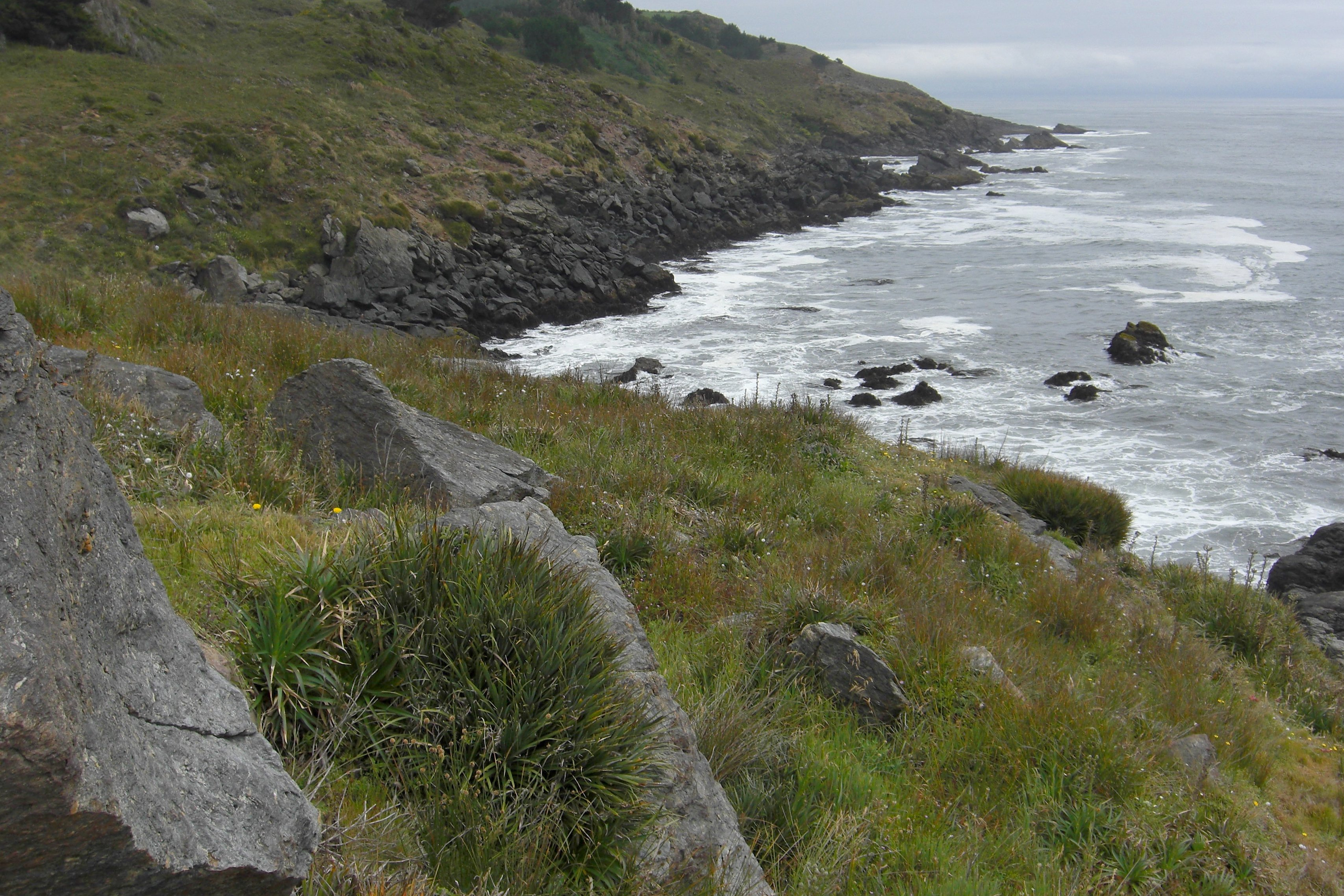
Küste bei Tirúa